# Плашт (хералдички)
Плашт у хералдици је један веома чест део грбова. Најчешће се налази на грбовима породица. У средњем вијеку се налазио на кацигама витезова испод челенке на кациги. Мантије (фр.le manteau), или плаштови су најчешће били обојени бојама неке државе или породице, ако је породични грб. На грбовима постоје различити плаштови, као нпр. кнежевски: са једне стране је црвене боје, а са друге је бијеле боје са црним туфнама. Плашт често може представљати комбинацију боја шатора или заставе.